# ROSSO E AZZURRO
『ROSSO E AZZURRO』（ロッソ・エ・アズーロ）は、堂本剛の1枚目のオリジナルアルバム。2002年8月7日にジャニーズ・エンタテイメントから発売された。

## 概要
これまでKinKi Kids名義での音楽活動内で、自作曲が製作されてきたが、その中で生まれた音楽に向き合う姿勢や、世界観を形にしたアルバムが本作である。本作は初回盤のボーナストラックを除き、全曲自身で作詞・作曲を担当している。
タイトルの『ROSSO E AZZURRO』は、イタリア語で“赤と青”の意。タイトル通り、ジャケットのタイトル表記は『ROSSO』を赤、『AZZURRO』を青で表記している。先行シングルとなった「街／溺愛ロジック」から続き、オリコンアルバムチャートで初登場1位を記録した。
初回盤は本人直筆イラストのペットフィルムをCDジャケットサイズで封入。また、ボーナストラックとして前年のKinKi Kids13枚目のシングル「Hey! みんな元気かい?」を追加収録している。こちらはもちろん剛のソロバージョンによる別テイクである。通常盤はジャケット違いだが、ボーナストラックを除いた以外、内容に相違はない。
この後本作を引っさげたコンサート『LIVE ROSSO E AZZURRO』が開催され、同題で映像化された。
この後再びグループでの活動を再開。ソロアルバムは2004年の『[síː]』まで途切れている。
この作品について本人は、「今まで発表していた作品が多く、全体的に中途半端な作品になってしまった」と発言している。

## 収録曲
| 全作詞・作曲: 堂本剛（#13のみ、作詞、作曲: YO-KING、#10、ホルンアレンジ: 北原雅彦）。 |                                                        |                                                                         |                                                                         |                                   |      |
| #                                                                                     | タイトル                                               | 作詞                                                                    | 作曲・編曲                                                              | 編曲                              | 時間 |
| 1.                                                                                    | 「さよならアンジェリーナ」                             | 堂本剛（#13のみ、作詞、作曲: YO-KING 、#10、ホルンアレンジ: 北原雅彦 ） | 堂本剛（#13のみ、作詞、作曲: YO-KING 、#10、ホルンアレンジ: 北原雅彦 ） | Kohei Dojima×GO-GO KING RECORDERS | 4:40 |
| 2.                                                                                    | 「Purity」                                             | 堂本剛（#13のみ、作詞、作曲: YO-KING 、#10、ホルンアレンジ: 北原雅彦 ） | 堂本剛（#13のみ、作詞、作曲: YO-KING 、#10、ホルンアレンジ: 北原雅彦 ） | 知野芳彦                          | 4:39 |
| 3.                                                                                    | 「GIRASOLE」                                           | 堂本剛（#13のみ、作詞、作曲: YO-KING 、#10、ホルンアレンジ: 北原雅彦 ） | 堂本剛（#13のみ、作詞、作曲: YO-KING 、#10、ホルンアレンジ: 北原雅彦 ） | 林部直樹                          | 2:51 |
| 4.                                                                                    | 「歩き出した夏」                                       | 堂本剛（#13のみ、作詞、作曲: YO-KING 、#10、ホルンアレンジ: 北原雅彦 ） | 堂本剛（#13のみ、作詞、作曲: YO-KING 、#10、ホルンアレンジ: 北原雅彦 ） | 鶴田海生                          | 5:30 |
| 5.                                                                                    | 「We never know」                                      | 堂本剛（#13のみ、作詞、作曲: YO-KING 、#10、ホルンアレンジ: 北原雅彦 ） | 堂本剛（#13のみ、作詞、作曲: YO-KING 、#10、ホルンアレンジ: 北原雅彦 ） | 知野芳彦                          | 4:15 |
| 6.                                                                                    | 「街」                                                 | 堂本剛（#13のみ、作詞、作曲: YO-KING 、#10、ホルンアレンジ: 北原雅彦 ） | 堂本剛（#13のみ、作詞、作曲: YO-KING 、#10、ホルンアレンジ: 北原雅彦 ） | 新川博                            | 5:57 |
| 7.                                                                                    | 「花」                                                 | 堂本剛（#13のみ、作詞、作曲: YO-KING 、#10、ホルンアレンジ: 北原雅彦 ） | 堂本剛（#13のみ、作詞、作曲: YO-KING 、#10、ホルンアレンジ: 北原雅彦 ） | 鶴田海生                          | 3:47 |
| 8.                                                                                    | 「Panic Disorder」                                     | 堂本剛（#13のみ、作詞、作曲: YO-KING 、#10、ホルンアレンジ: 北原雅彦 ） | 堂本剛（#13のみ、作詞、作曲: YO-KING 、#10、ホルンアレンジ: 北原雅彦 ） | 知野芳彦                          | 5:55 |
| 9.                                                                                    | 「溺愛ロジック」                                       | 堂本剛（#13のみ、作詞、作曲: YO-KING 、#10、ホルンアレンジ: 北原雅彦 ） | 堂本剛（#13のみ、作詞、作曲: YO-KING 、#10、ホルンアレンジ: 北原雅彦 ） | 白井良明                          | 4:26 |
| 10.                                                                                   | 「Luna」                                               | 堂本剛（#13のみ、作詞、作曲: YO-KING 、#10、ホルンアレンジ: 北原雅彦 ） | 堂本剛（#13のみ、作詞、作曲: YO-KING 、#10、ホルンアレンジ: 北原雅彦 ） | Kohei Dojima×GO-GO KING RECORDERS | 4:41 |
| 11.                                                                                   | 「あなた」                                             | 堂本剛（#13のみ、作詞、作曲: YO-KING 、#10、ホルンアレンジ: 北原雅彦 ） | 堂本剛（#13のみ、作詞、作曲: YO-KING 、#10、ホルンアレンジ: 北原雅彦 ） | 林部直樹                          | 5:13 |
| 12.                                                                                   | 「心の恋人」                                           | 堂本剛（#13のみ、作詞、作曲: YO-KING 、#10、ホルンアレンジ: 北原雅彦 ） | 堂本剛（#13のみ、作詞、作曲: YO-KING 、#10、ホルンアレンジ: 北原雅彦 ） | 石塚知生                          | 6:31 |
| 13.                                                                                   | 「Hey! みんな元気かい? (BONUS TRACK)」(初回盤のみ収録) | 堂本剛（#13のみ、作詞、作曲: YO-KING 、#10、ホルンアレンジ: 北原雅彦 ） | 堂本剛（#13のみ、作詞、作曲: YO-KING 、#10、ホルンアレンジ: 北原雅彦 ） | 林部直樹                          | 1:44 |
| 合計時間:                                                                             | 合計時間:                                              | 合計時間:                                                               | 60:09                                                                   |                                   |      |

### 解説
1. さよならアンジェリーナ
2. Purity
3. GIRASOLE
イタリア語で、「ひまわり」という意味。「ジラソーレ」と読む。
4. 歩き出した夏
MUSIC STATIONで披露された。
5. We never know
6. 街
ソロデビューシングル。
7. 花
今作の中で比較的作成時期が古い曲
8. Panic Disorder
連載していたMyojoのコラム内でも告白している、自分の発症したパニック障害(PD)について歌った曲。タイトルもそのまま、パニック障害の英名である。
9. 溺愛ロジック (New Mix)
ソロデビューシングル収録曲。本作ではNew Mixとして、シングルとは別バージョンで収録されている。
10. Luna
11. あなた
12. 心の恋人
13. Hey! みんな元気かい? (BONUS TRACK)
2分に満たない短いものになっている。初回盤にのみ収録。